# Bahnhof Zollikofen

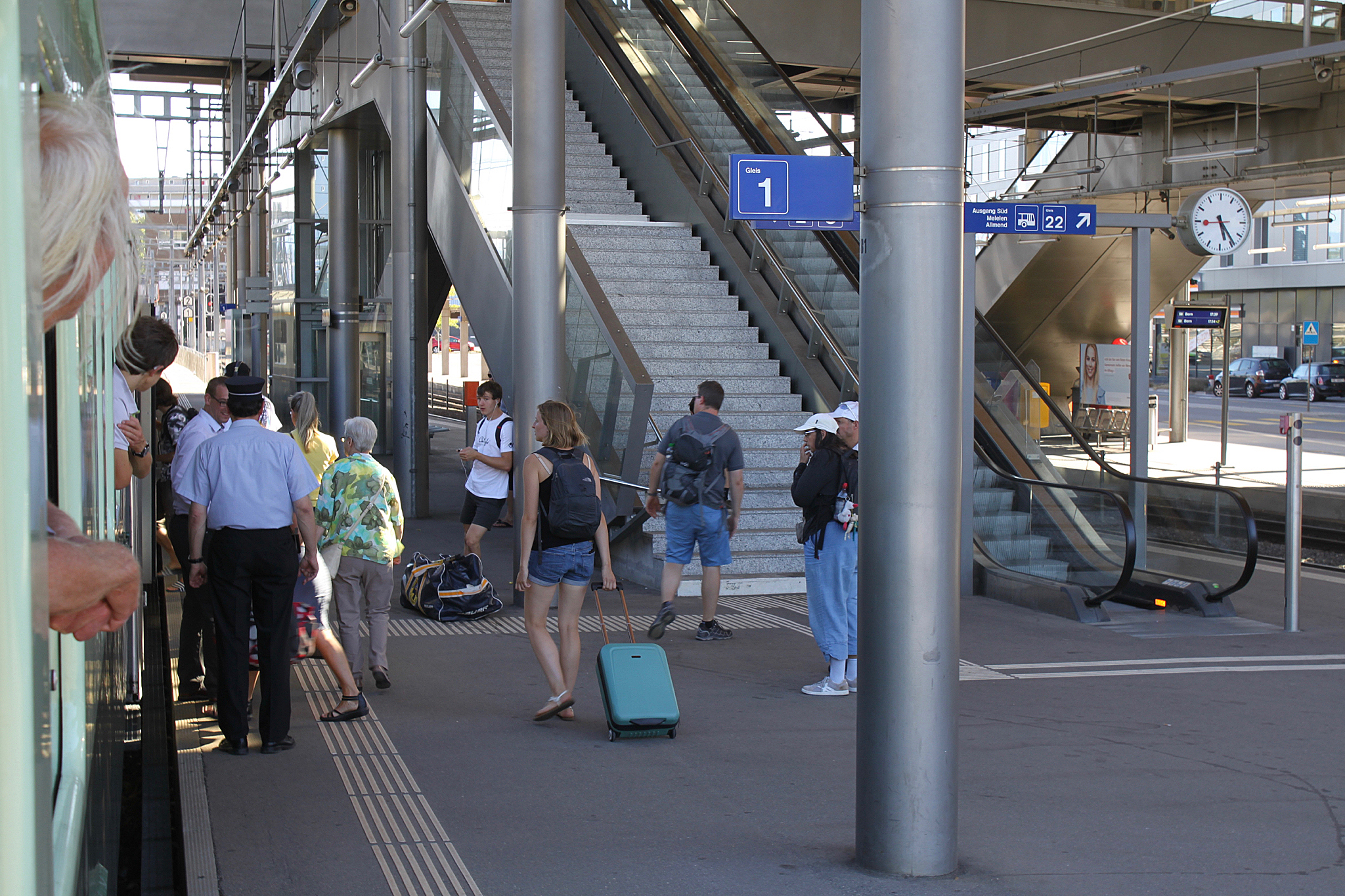
Blick vom Perron 1 (2018)

Der Bahnhof Zollikofen ist ein Bahnhof im Kanton Bern in den Gemeinden Münchenbuchsee und Zollikofen. Er wird von der BLS AG (BLS) und dem Regionalverkehr Bern-Solothurn (RBS) gemeinsam betrieben.

## Geschichte

### Entstehungsgeschichte
Die im Jahr 1853 gegründete Schweizerische Centralbahn-Gesellschaft (SCB) setzte sich zum Ziel, Eisenbahnlinien von Basel nach Bern und von da nach Biel mit gemeinsamer Linienführung Bern–Zollikofen zu errichten. Die Entscheidung, den Bahnhof Zollikofen auf dem Gemeindegebiet von Münchenbuchsee zu bauen, soll die Einwohner Zollikofens verärgert haben. Der Gemeinderat beschloss am 7. Juli 1855, beim Regierungsrat ein Gesuch einzureichen, um eine Station in Zollikofen einzurichten. Die Eisenbahndirektion favorisierte jedoch die Waldschneise zwischen Münchenbuchsee und Zollikofen aufgrund ihrer hohen Meereshöhe, welche die Anfahrt der Züge erleichterte.
Am 9. Juni 1856 eröffnete die SCB die Strecke Olten–Aarburg. Der Abschnitt von Aarburg nach Herzogenbuchsee als erstes Teilstück der Strecke nach Bern wurde am 16. März 1857 fertiggestellt. Die Verlängerung der Oltner Strecke nach Bern über Zollikofen folgte am 16. Juni 1857. Anfangs endete die Strecke noch vor den Toren der Stadt im Wylerfeld, bis mit dem Bau der «Roten Brücke» am 15. November 1858 die Strecke bis in die Stadt verlängert werden konnte. Im Jahr 1868 wurde die Linie von Biel über Lyss bis nach Zollikofen errichtet, was eine wichtige Bahnverbindung zwischen Biel und Bern schuf.
Im Februar 1893 plante das Schweizerische Eisenbahndepartement den Ausbau des Bahnhofs Zollikofen. Der Gemeinderat nutzte die Gelegenheit, um erneut für die Verlegung des Bahnhofs auf das Gemeindegebiet Zollikofen zu werben. Trotz zugesicherter Beteiligung der Gemeinde Zollikofen von 15'000 Franken lehnte das Eisenbahndepartement ab.

### Eisenbahnunglück von 1891

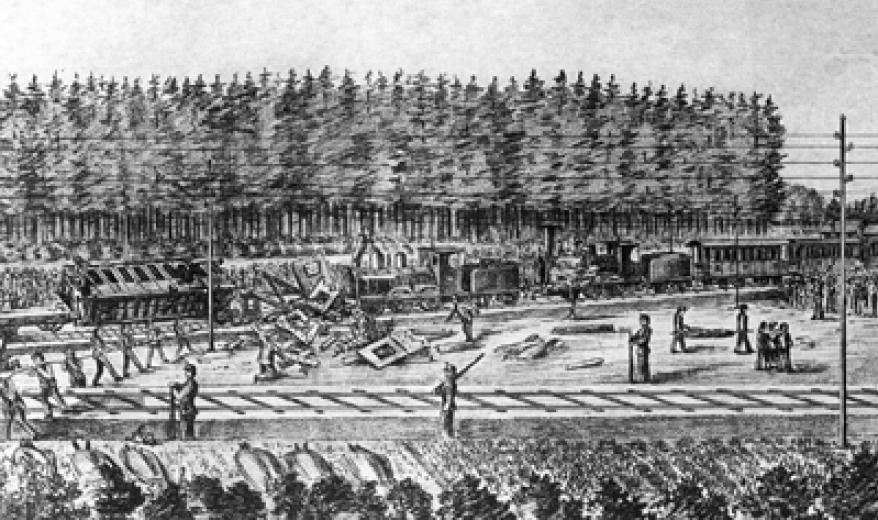
Zeitgenössische Darstellung des Eisenbahnunfalls

→ Hauptartikel: Eisenbahnunfall von Zollikofen
Zum 700-jährigen Jubiläum der Stadt Bern reiste im August 1891 eine grosse Anzahl von Menschen in die Bundeshauptstadt. Am 17. August 1891 um halb acht Uhr morgens kollidierte ein Pariser Expresszug auf der Linie Biel–Bern mit einem auf die Weiterfahrt wartenden Extrazug kurz vor der Station Zollikofen. Die Lokomotive des Expresszuges zertrümmerte die beiden letzten Wagen des mit Festteilnehmenden aus dem Kanton Jura besetzten Zuges. 17 Personen wurden getötet, 23 schwer und 30 leicht verletzt, auch ein Lokführer erlitt schwere Verletzungen. Die Schnellbremsung war unter anderem misslungen, weil der Pariser Zug nebst den mit Druckluftbremse ausgerüsteten Wagen Sonderzugwagen ohne Druckluftbremse angehängt hatte und deshalb nur von Hand gebremst werden konnte.

### Strassenbahnstation

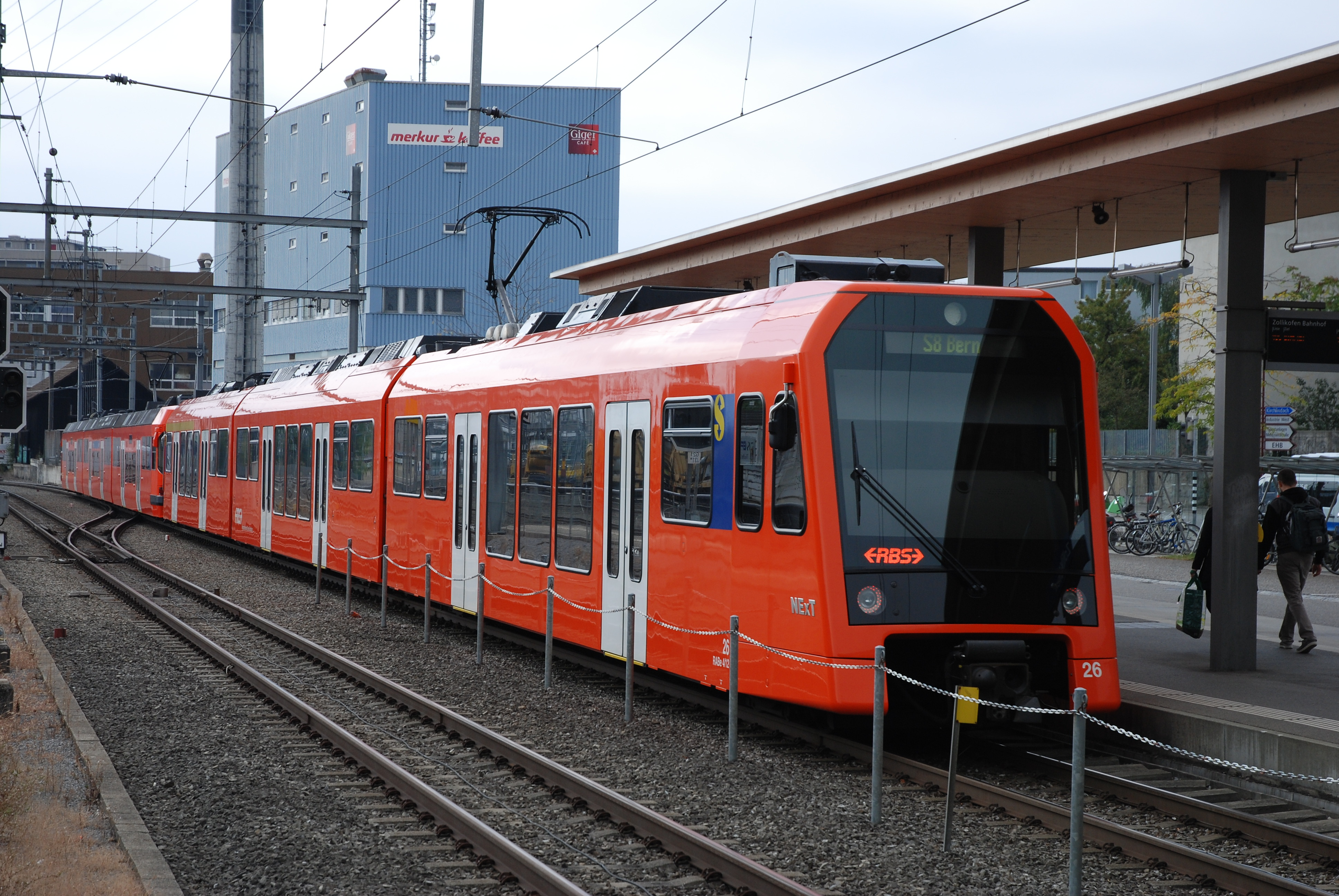
Ein RBS-Zug (RABe 4/12) am Bahnhof Zollikofen (2018)

Eine Initiative für eine Strassenbahn Bern–Zollikofen gelangte erstmals 1905 an den Gemeinderat Zollikofen. 1909 bewilligte die Gemeindeversammlung die Zeichnung von Aktien im Betrag von 25'000 Franken. Die Bern-Zollikofen-Bahn (BZB) nahm am 13. Juli 1912 mit einem Bestand von 20 Angestellten den Betrieb auf. Zunächst bildete das alte Tierspital die Endstation in Bern, ab 1917 rollte die BZB auf den Stadttramgeleisen bis zum Bahnhofplatz, und 1974 erfolgte die unterirdische Einführung in den Bahnhof Bern. In Zollikofen fuhr die BZB anfänglich bis zum Bahnhof Zollikofen, 1974 wurden die Haltestellen Oberzollikofen und Post aufgehoben, und 1983 endete die Bahn bereits in Unterzollikofen. Schlechte Terrainverhältnisse unter den Gleisen führten 1956 zur Entfernung der Schienen von der Bernstrasse und zu deren Verlegung auf ein separates Trassee.
1921 fusionierten die Elektrische Solothurn-Bern-Bahn (ESB) und die BZB zur Solothurn-Zollikofen-Bahn (SZB). Seit 1984 ist sie Teil der Regionalbahn Bern-Solothurn (RBS).

## Gebäude

Empfangsgebäude (1966)

Das Empfangsgebäude des Bahnhofs Zollikofen wurde in den Jahren 1856 und 1857 erbaut. Es handelt sich dabei um einen Massivbau mit Satteldach. Auf der Ostseite besitzt das Gebäude ein Perrondach auf genieteten Stützen und Gitterträgern. Der Bau ist seit 2007 als erhaltenswert eingestuft.
In den Jahren 2003/2004 wurde der Bahnhof umfangreich modernisiert und ausgebaut. Nebst einer neuen Doppelspur wurden eine 2500 m² grosse Überdachung und eine 80 m lange Passerelle mit Treppen, Rolltreppen und Liftverbindungen realisiert.